# برکان الگان
برکان الگان (انگلیسی: Berkan Algan؛ زادهٔ ۲۹ مارس ۱۹۷۷) بازیکن فوتبال اهل آلمان است.
از باشگاه‌هایی که در آن بازی کرده‌است می‌توان به باشگاه فوتبال کلن، باشگاه فوتبال بورسااسپور، باشگاه فوتبال هامبورگ، باشگاه فوتبال سن پائولی، و باشگاه فوتبال هاکا اشاره کرد.